# Thenopa diversa
Thenopa diversa är en fjärilsart som beskrevs av Walker 1855. Thenopa diversa ingår i släktet Thenopa och familjen mätare. Inga underarter finns listade i Catalogue of Life.